# Pittura veneta

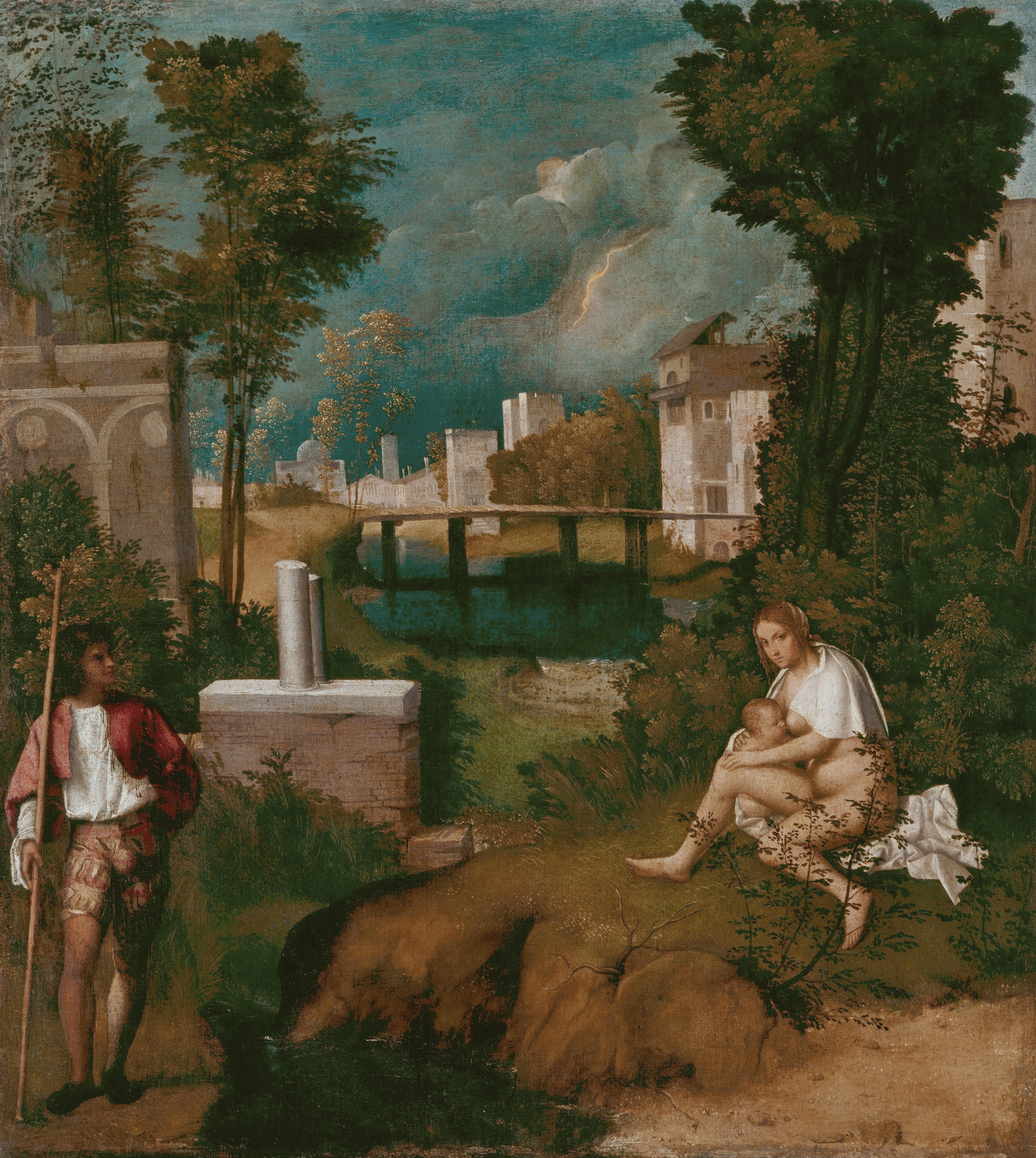
Giorgione, Tempesta, 1507-08. Venezia, Gallerie dell'Accademia

La pittura veneta (o scuola veneta) è l'insieme delle correnti pittoriche che si svilupparono nell'area della Repubblica di Venezia per poi diffondersi in tutta Europa. Il mondo accademico sancisce la nascita ufficiale della pittura veneta nel XIV secolo. È in tal periodo infatti da ascrivere la cesura artistica dalla tradizione bizantina.

## Trecento

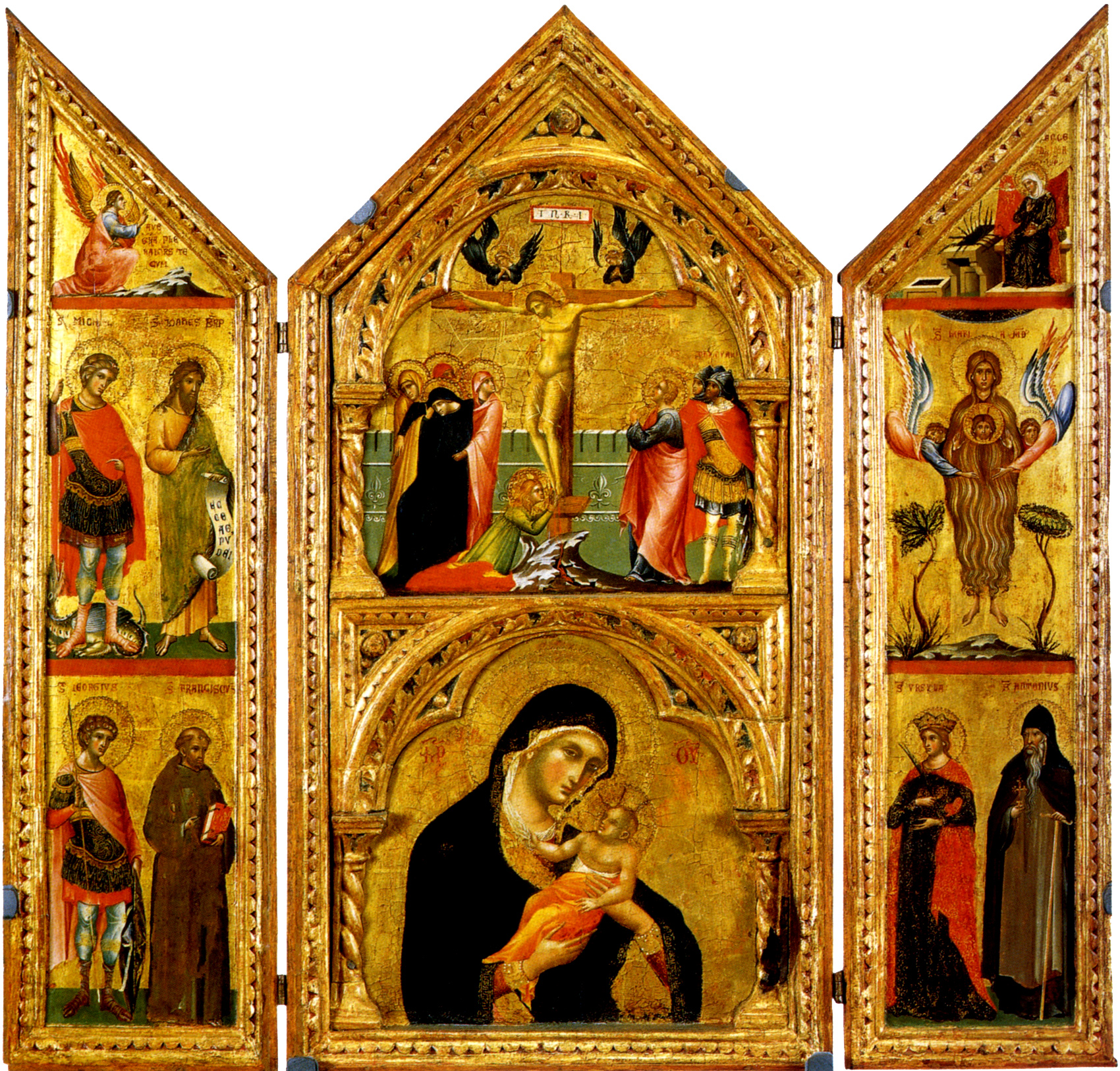
Paolo Veneziano, Altare portatile, 1324. Tempera e oro su tavola. Parma, Galleria nazionale

Attorno al Trecento i pittori veneti si aprono sempre più alla pittura di terraferma e in particolare al movimento nordeuropeo e alle sue ambientazioni gotiche e moderne.
Il primo e più famoso esponente del Trecento Veneto è Paolo Veneziano. Egli diede una interpretazione decisamente innovatrice alla pittura lagunare ed elaborò un linguaggio proprio e personale in equilibrio tra il mondo bizantino e i nuovi temi gotici, con una rinnovata vena neobizantina nella fase ultima della sua attività.
Grande importanza ha avuto anche Altichiero da Zevio (Zevio, 1330 circa – Verona, 1390 circa) attivo a Verona e a Padova con notizie dal 1369 al 1384. È considerato tra maggiori pittori veneti di questo periodo, secondo alcuni "il più geniale pittore italiano del secondo Trecento".

## Rapporti con le Fiandre e la Germania

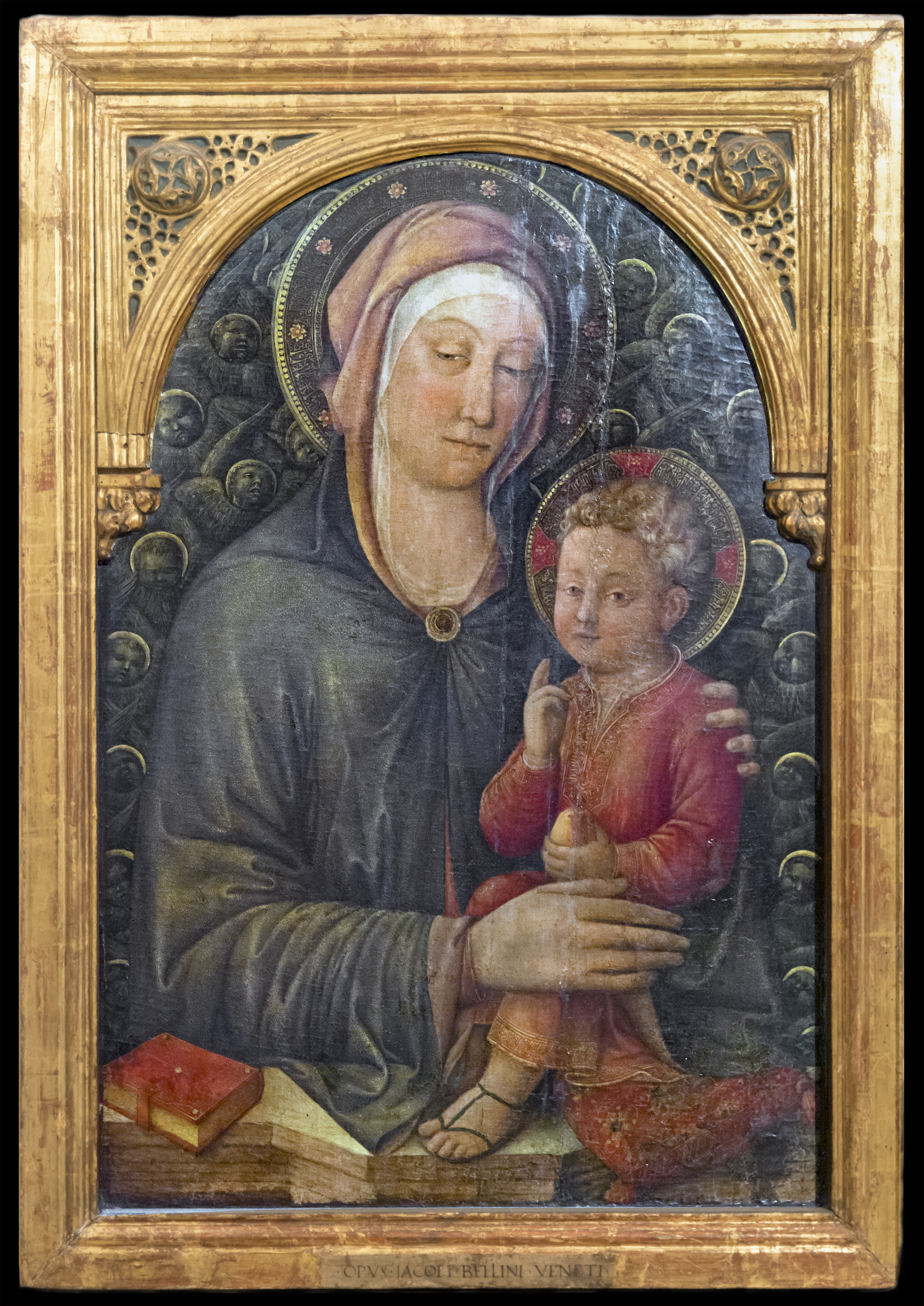
Jacopo Bellini, Madonna col Bambino benedicente e cherubini, Venezia, Gallerie dell'Accademia

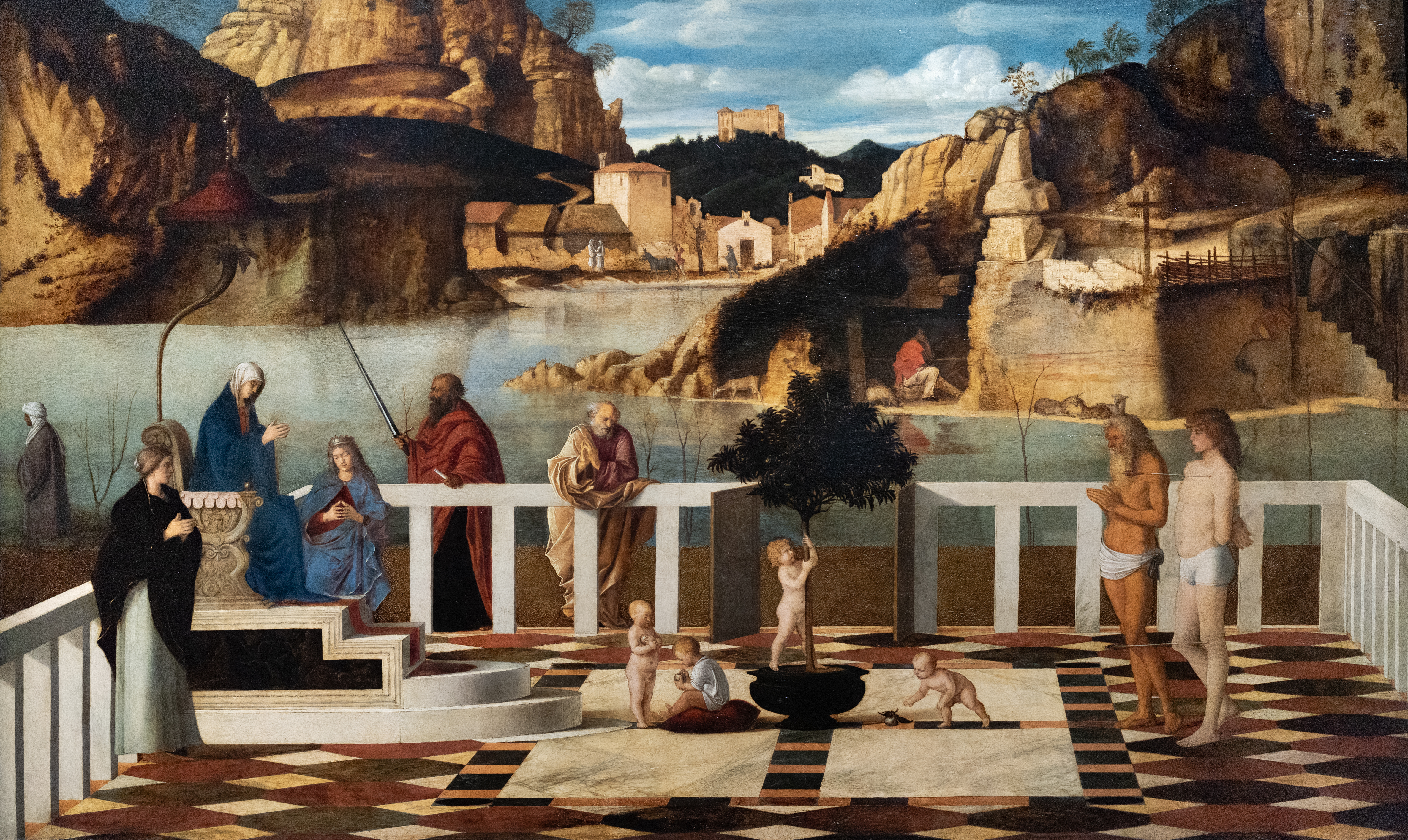
Giovanni Bellini, Allegoria sacra, 1490, Gallerie degli Uffizi, Firenze

Il contributo decisivo alla crescita del movimento pittorico Veneto è rappresentato dal fitto reticolo di scambi commerciali e culturali che la Serenissima aveva iniziato a tessere con il nord Europa, in particolare con le Fiandre e la Germania meridionale.
A partire dal Quattrocento tale dialogo si infittì e si arricchì di interventi artistici non solo nordici, ma anche toscani. A ciò si unisca l'opera del Mantegna da Padova e ben si comprende la creazione dell'humus artistico-culturale necessario per la nascita della grande pittura veneta.
Qui emergono le figure di Cima da Conegliano e di Giovanni Bellini, fratello di Gentile Bellini e figlio di Jacopo Bellini (il più importante pittore veneziano della sua generazione), e il loro apporto unico nello sviluppo della tecnica del colore. A tali artisti veneti va il merito principale di dare alla scuola veneta quella caratteristica di profondità che emerge dall'ampliata gamma cromatica.
Vanno tenuti in considerazione altri aspetti che emergono dal “dialogo” con altri peculiari movimenti artistici: tra essi l'importanza assunta dal paesaggio e dal naturalismo in genere.
Si pensi che allora era frequente infatti assumere i pittori nordici per la sola opera di integrazione delle parti del paesaggio nei quadri.
Un aspetto particolare, soprattutto alla luce della mancanza delle moderne tecniche di diffusione delle informazioni, è rappresentato dalla modalità in cui gli interscambi culturali avvenivano.
Il tessuto connettivo era rappresentato da più fattori:
- la presenza di opere fiamminghe in molte collezioni private.
- il soggiorno di artisti stranieri
- l'aspetto forse determinante è però costituito dalle incisioni: tra tutte il movimento tedesco consentì ai pittori veneti già all'inizio del Quattrocento di trarre ispirazioni e indicazioni uniche.

Ecco che molti incisori “foresti” (stranieri) di passaggio nella Venetia oltre a vendere le proprie opere si applicarono nel copiare quelle di altri, per ragioni studio, ma anche di diritto commerciale (all'epoca non esisteva il diritto di proprietà intellettuale).
Sicuramente di rilievo sono i viaggi di Albrecht Dürer. Il suo ruolo fu duplice, da una parte facendo conoscere in patria il movimento del rinascimento, dall'altro di influenza sull'arte specialmente ritrattistica nella Venetia, in particolare nell'area di Bergamo e Brescia.

## Successo internazionale della pittura veneta

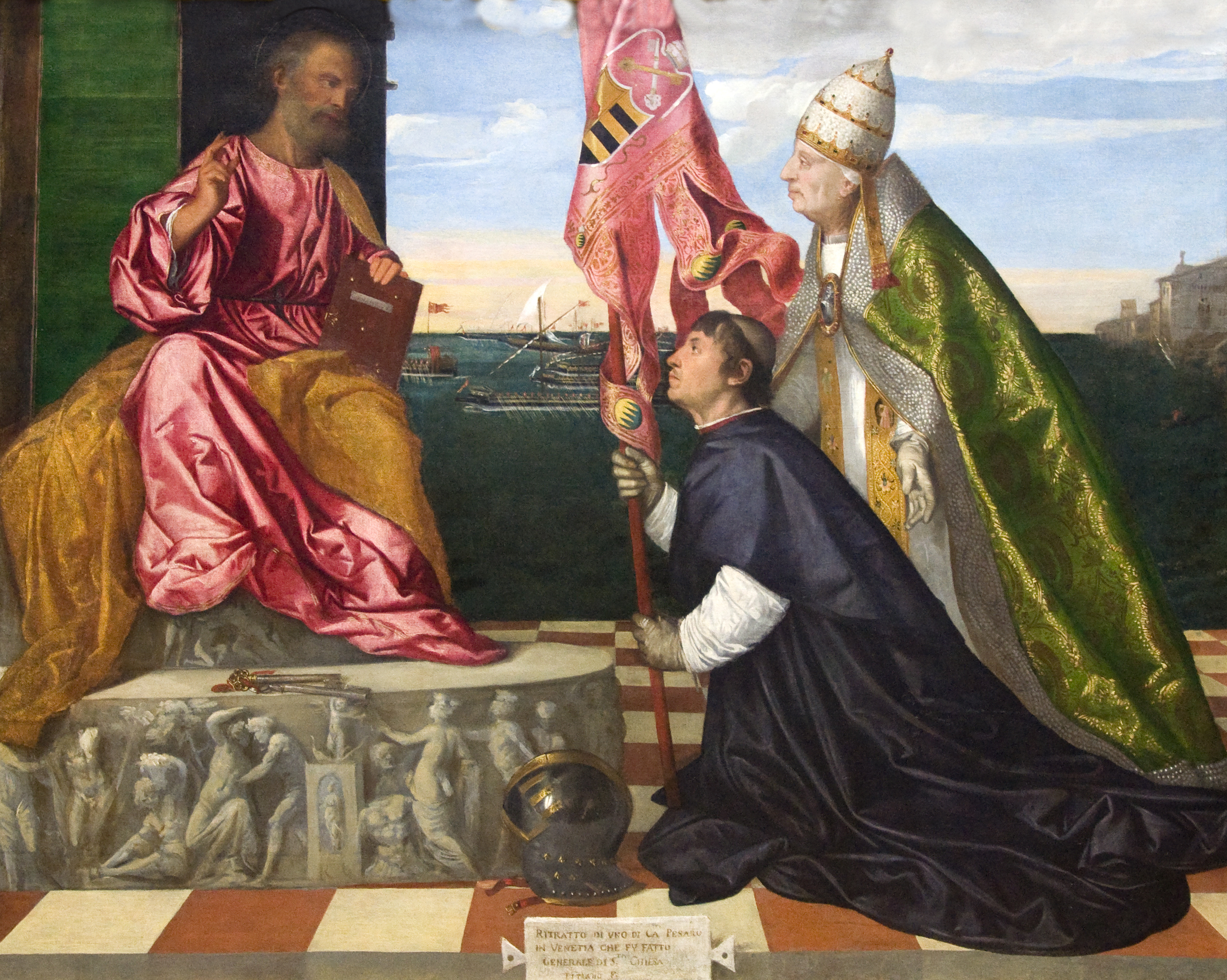
Tiziano, Jacopo Pesaro presentato a san Pietro da papa Alessandro VI, 1503 – 1506, Olio su tela, 145 x 183, Anversa, Koninklijk Museum voor Schone Kunsten

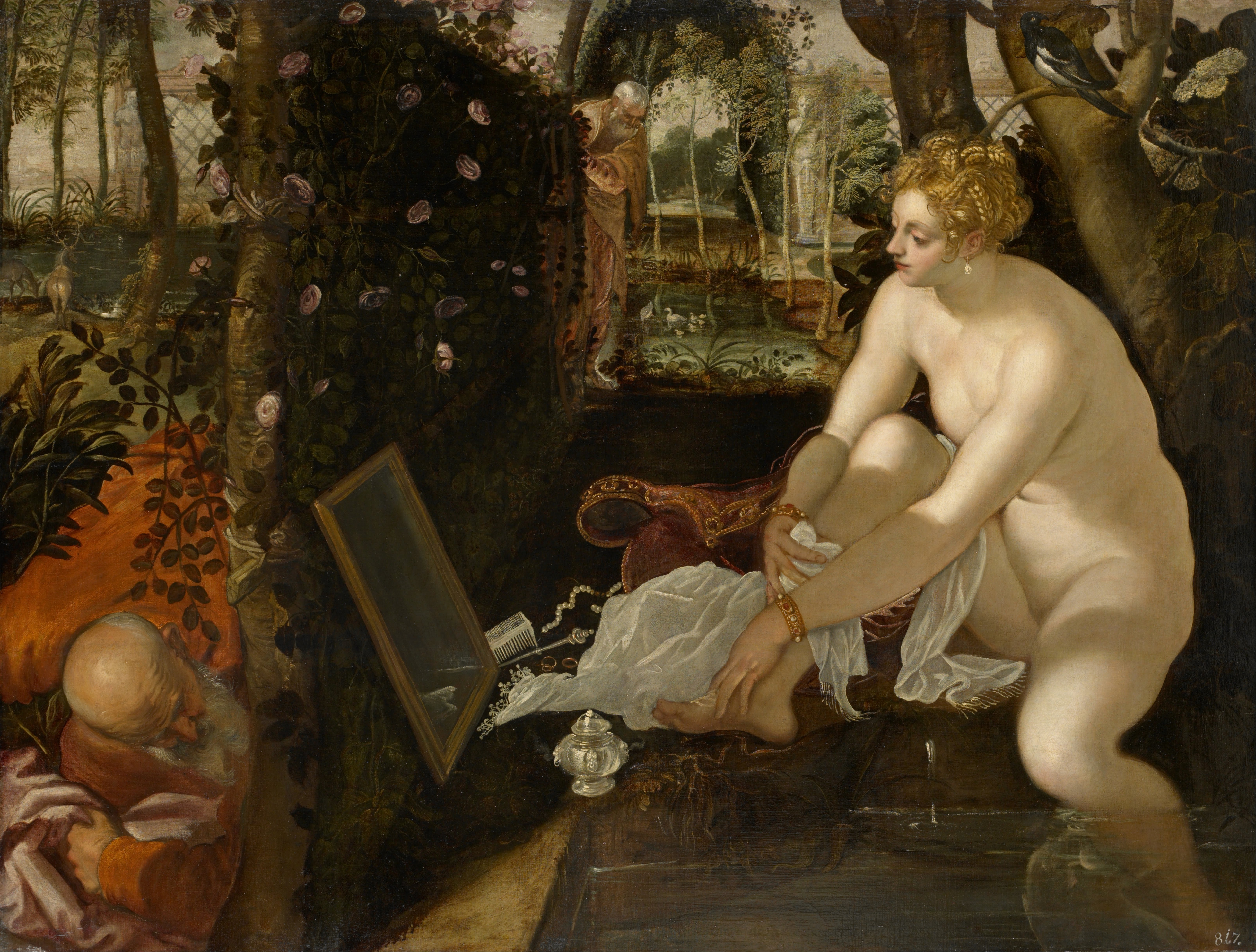
Tintoretto, Susanna e i vecchioni. Gemäldegalerie, Kunsthistorisches Museum, Vienna

Nei secoli a seguire - XV, XVI, XVII - la pittura veneta diviene internazionalmente apprezzata e richiesta, in particolare presso le corti imperiali e le signorie.
In terra Veneta è attivo Giorgione, che il Vasari colloca come allievo di Giovanni Bellini, da cui riprende il gusto per il colore e l'attenzione per i paesaggi. Egli era molto vicino agli intellettuali legati a famiglie patrizie. Da qui derivano molte delle sue commesse relative a ritratti e opere di piccolo formato. Anch'egli affascina con il suo colore e i suoi paesaggi armoniosi, che spesso celano o sovrastano il significato criptico delle sue opere: fu il primo importante contributore al tonalismo.
Tra tutti, l'artista veneto più noto e richiesto del periodo è senz'altro il bellunese Tiziano Vecellio, inizialmente anche socio in affari con Giorgione, che lo influenzò decisamente, soprattutto nella parte iniziale della sua carriera. Egli, oltre alle doti pittoriche, in particolare nella tecnica personale dell'utilizzo del colore, dimostrò anche un'indiscussa abilità nel crearsi un reticolo di conoscenze che lo facevano spesso preferire ai suoi contemporanei per le commesse più importanti.
Il XVI secolo vide aprirsi il palcoscenico internazionale per la scuola veneta. Sarà ora essa a influenzare i movimenti dei paesi del nord, che inizialmente ne avevano determinato la nascita.
Artisti come Jacopo Bassano, Paolo Veronese e il Tintoretto divennero un modello di ispirazione nella scuola pittorica europea di allora. Anche nell'architettura si verifica una tendenza analoga grazie a Palladio, che sarà modello di ispirazione per secoli nella costruzione di edifici in tutto il nord.
L'influenza veneta perdura sicuramente per tutto il Seicento barocco: si vedano a tal proposito le opere di Spranger e Elsheimer.

## Settecento

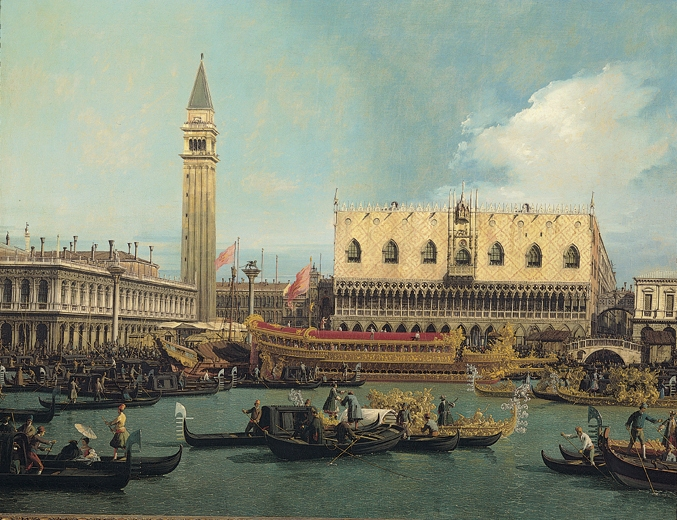
Canaletto, Il Bucintoro al molo nel giorno dell'Ascensione, c.1740. Torino, Pinacoteca Giovanni e Marella Agnelli

Il Settecento rappresenta il grande proscenio dell'arte figurativa veneta. Diminuisce l'influenza religiosa nei temi raffigurati, ma riemergono i grandi filoni del cinquecento. La centralità dell'uomo e in particolare della donna e il paesaggio vengono coniugati in un'ambientazione spesso arcadica. La centralità culturale di Venezia si può evincere dal fatto che resta una destinazione obbligata del Grand Tour . Venezia e Parigi sono le città capitali del gusto dell'aristocrazia e dei principali mercati dell'arte e del collezionismo. Il successo dello stile veneziano sta nel recupero dei modelli più fastosi del XVI secolo come Tiziano Vecellio in maniera rinnovata con i tempi.Le rococo à Venise In questo secolo si afferma lo stile pittorico del Rococò.

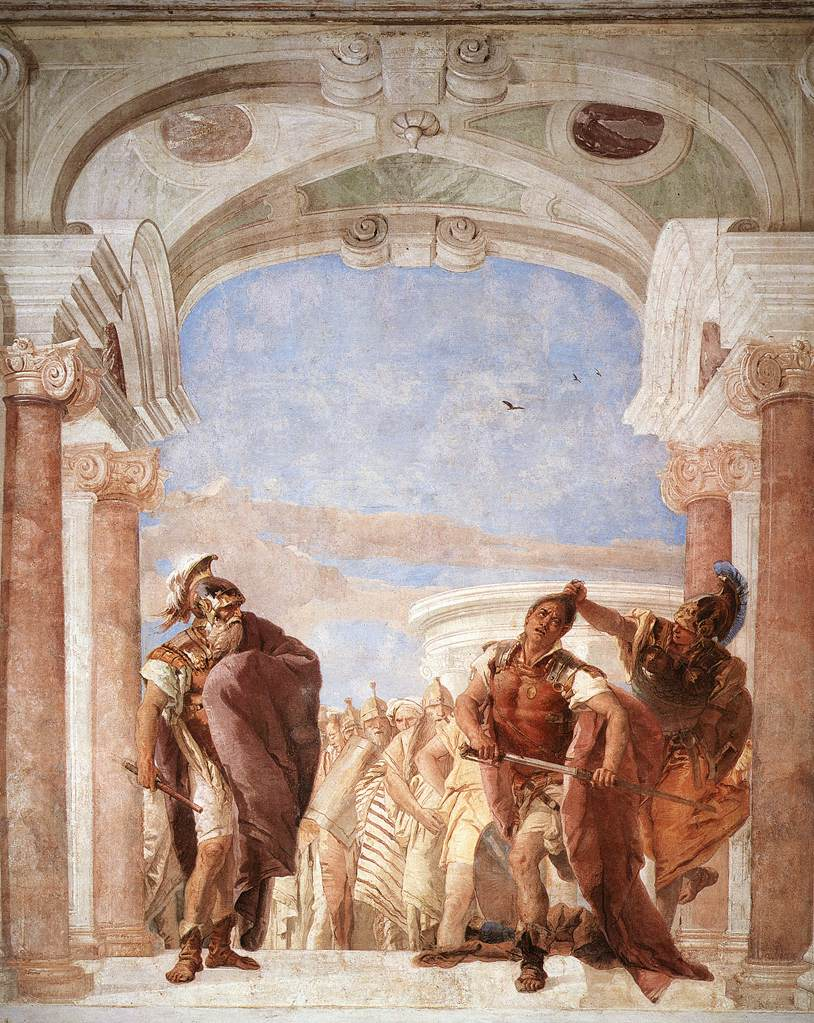
Giambattista Tiepolo, La collera di Achille, 1757

La figura che spicca in assoluto nel periodo culminante della scuola veneta è Giambattista Tiepolo (1696 – 1770) con la sua verve storico narrativa. Padre dei pittori Giandomenico e Lorenzo Tiepolo, il suo stile grandioso viene caratterizzandosi come sofisticato e iperbolico, in un senso tipicamente settecentesco; le scene da lui create evocano un mondo dilatato all'infinito e fittizio, reso da una tavolozza cromaticamente squillante e da una luce fredda e irreale. Oltre ai Tiepolo grandi artisti delle decorazioni sacre e profane sono altresì Sebastiano Ricci e Giovanni Battista Piazzetta.
Giovanni Antonio Canal, meglio conosciuto come il Canaletto (1697 – 1768), è rimasto noto soprattutto come vedutista. I suoi quadri, oltre a unire nella rappresentazione topografica, architettura e natura, risultavano dall'attenta resa atmosferica, dalla scelta di precise condizioni di luce per ogni particolare momento della giornata e da un'indagine condotta con criteri di scientifica oggettività, in concomitanza col maggiore momento di diffusione delle idee razionalistiche dell'Illuminismo; insistendo sul valore matematico della prospettiva, per dipingere le proprie opere si avvaleva talvolta della camera ottica.

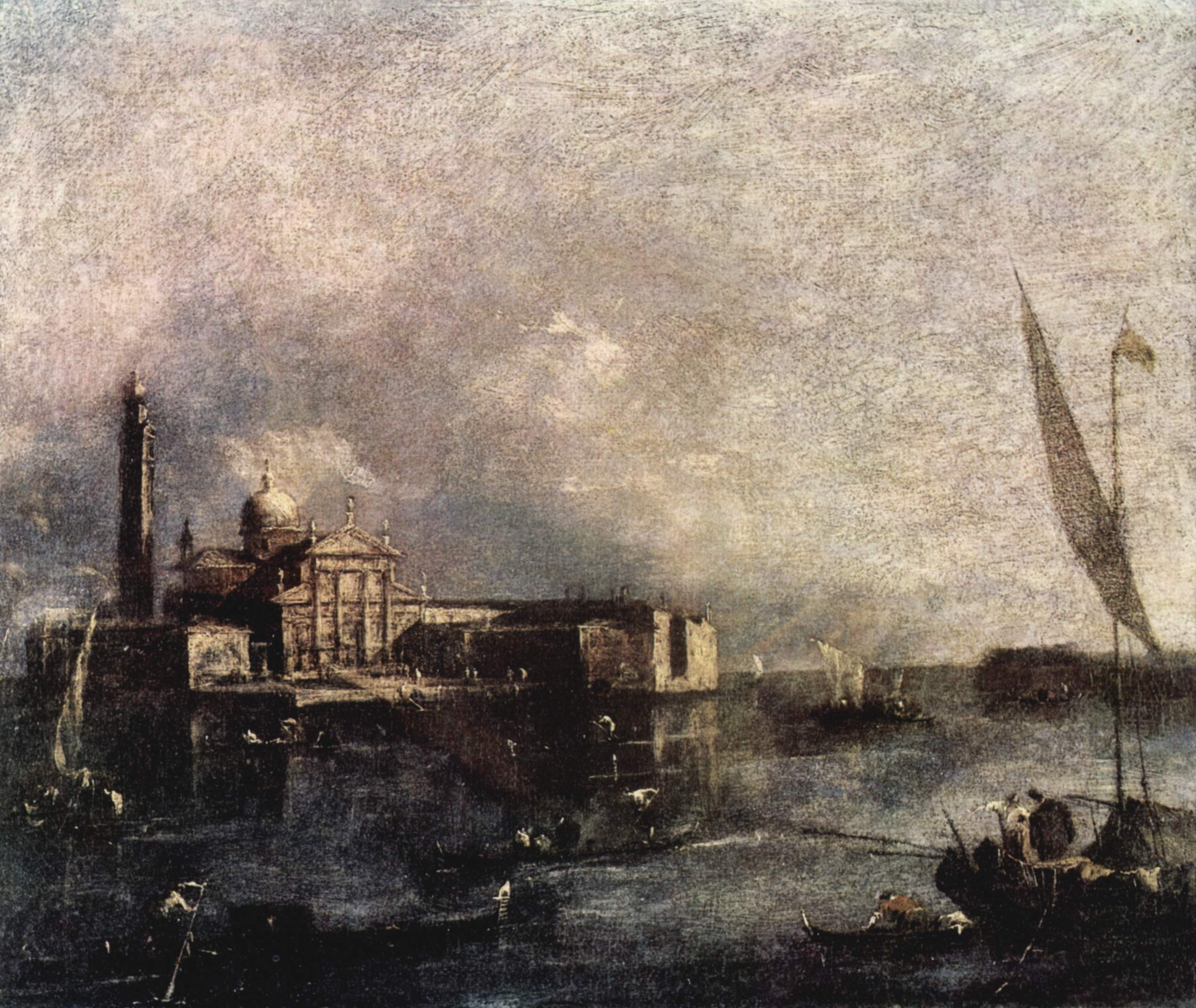
Francesco Guardi, L'Isola di San Giorgio. Galleria Estense, Modena

Francesco Guardi (1712 – 1793), al contrario del Canaletto, non mira, nelle sue pitture, a risultati di nitida percezione, ma propone un'interpretazione del dato reale soggettiva ed evocativa, realizzando immagini di città evanescenti e talvolta irreali; raggiungendo a volte una sensibilità definibile preromantica, grazie allo sfaldamento delle forme e a malinconiche penombre.
Assieme a Giovanni Antonio Canal e Francesco Guardi un altro famoso vedutista è Bernardo Bellotto (1721-1780) nipote del Canaletto chiamato in tutta Europa a dipingere le varie corti.
Tra gli altri vedutisti, Antonio Stom (1688 – 1734), autore di tele di grande formato con scene storiche.
Tra i ritrattisti non possiamo non citare Rosalba Carriera (1675-1757) la prima a usare l'Avorio nella Miniatura, specialista della tecnica del pastello e acclamata in tutta Europa.
Nel 1797 con l'arrivo di Napoleone Bonaparte e la fine della Repubblica di Venezia finisce l'epoca gloriosa della pittura veneta e veneziana. Le rococo à Venise

## Ottocento
Passato il settecento e l'epoca di Canaletto, Guardi e Tiepolo, il movimento veneto trova in sé stesso gli elementi per un'evoluzione peculiare del vedutismo.

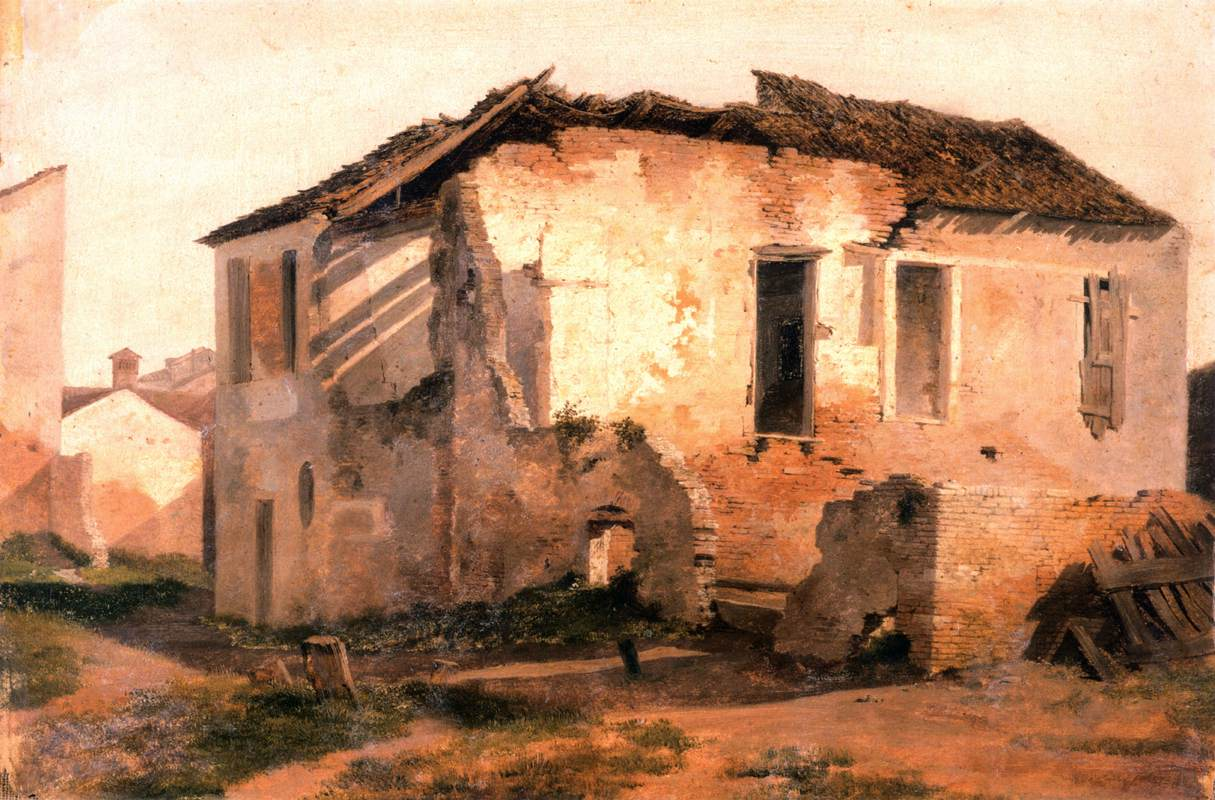
Domenico Bresolin - Casa Diroccata - Museo d'Arte Moderna, Ca' Pesaro, Venezia

Di particolare rilievo l'opera di Pompeo Marino Molmenti e della nuova generazione di pittori che egli contribuisce a formare. Tra essi Domenico Bresolin e la sua Casa diroccata sono emblematici della fine dell'età imperiale veneta e la scelta di soggetti umili, quasi in rovina.
Guglielmo Ciardi uno dei protagonisti della pittura Veneziana di fine 800 passa il testimone ai figli Emma Ciardi e Beppe Ciardi i quali porteranno le loro tecniche nel 900. Il padre insegnò ai figli come fosse necessario immergersi nel paesaggio in plein air per assaporarlo in tutte le sue sfumature. Tutti e tre fanno molti quadri raffiguranti anche l'entroterra veneto. Successivamente Emma Ciardi trovò grande successo nel Regno Unito.

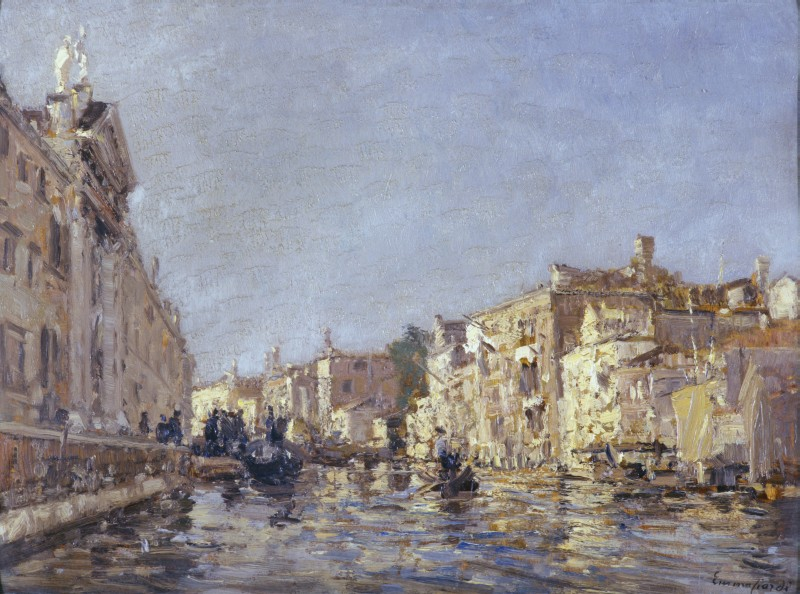
Emma Ciardi Rio di San Giovanni e Paolo a Venezia, Collezioni d'arte della Fondazione Cariplo

Altri artisti dell'Ottocento veneto sono Nono, Querena, Nani, Milesi, Selvatico, Favretto rivelano la particolare visione basata su luce e colore delle loro opere, con esempi di realismo che sembrano accompagnare l'inizio della diaspora veneta e la crescente povertà della situazione post-unitaria, che porteranno in pochi decenni all'emigrazione di quasi un veneto su due.
Il movimento figurativo nelle opere dei pittori veneti di fine Ottocento sembra in tal senso singolarmente parallelo alle evoluzioni dei Macchiaioli e degli Impressionisti in Toscana e Francia, in particolare per i temi basati sul realismo, il colore e la luce. Celebre il gabinetto ottico di Luigi Querena dove l'assoluto realismo viene dato da un uso convincente del colore. Un altro celebre artista veneziano che fece un grande utilizzo di una tecnica di colorismo nelle sue opere per dare delle variazioni atmosferiche e luministiche naturali fu Millo Bortoluzzi.

## Novecento
l Novecento si caratterizza per la fondazione del Fronte nuovo delle arti di cui Emilio Vedova è uno dei fondatori. Venezia soprattutto nel dopoguerra si riempie di esposizioni, collezionisti e le Gallerie d'arte aprono in successione. 

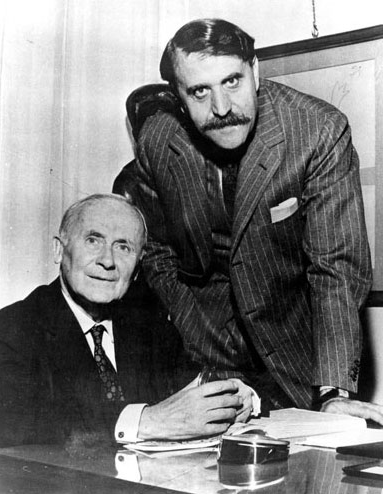
Joan Miró e Carlo Cardazzo

In particolare la Galleria del Cavallino fondata da Carlo Cardazzo, nonché amico di Peggy Guggenheim riesce a raggruppare un gruppo di artisti estremamente talentuosi come Mario Deluigi, Virgilio Guidi, Vinicio Vianello, Bruna Gasparini, Bruno De Toffoli, nonché Rampin, Tancredi, Licata. Nasce il Movimento spazialista. Altri famosi artisti sono Arturo Martini, Teodoro Wolf Ferrari e Vittorio Zecchin.

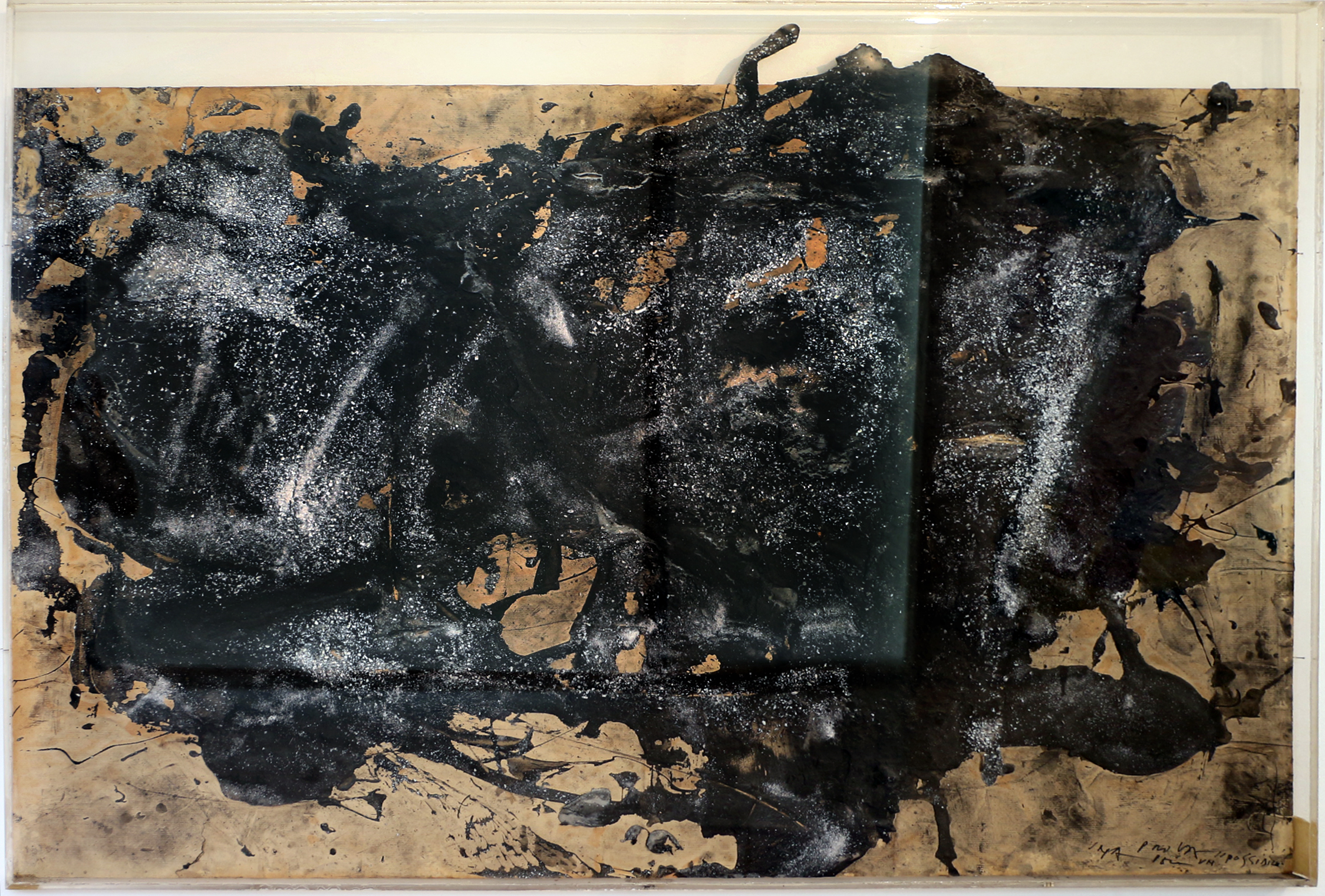
Emilio Vedova prova impossibile

Nel 1914 fece molto scalpore la mostra organizzata presso l'Hotel Excelsior al Lido di Venezia degli artisti veneti "rifiutati della biennale di Venezia" esponendo opere d'arte di Guido Cadorin, Vittorio Zanetti Tassis, Lulo De Blaas, Bortolo Sacchi e Napoleone Martinuzzi.
Il mosaicista Riccardo Licata si trasferisce in gioventù con la madre a Venezia. Qua fa amicizia con gli artisti Santomaso, Vedova, Viani, Turcato, Birolli. Successivamente conosce altri giovani pittori come Ennio Finzi, Tancredi Parmeggiani, Bruno Blenner. Insieme allo scultore Giorgio Zennaro, costituisce un gruppo di tendenza astratta.